# Загребельный, Павел Иванович
Павел Иванович Загребельный (укр.  Павло Іванович Загребельний; 22 июня 1934, с. Рождественское (Черкасская область), УССР — 14 февраля 1997, Тернополь, Украина) — советский и украинский  актёр театра и кино, режиссёр, театральный деятель, театральный педагог. Народный артист Украинской ССР (с 1980).

## Биография
В 1961 году окончил актёрский факультет Киевского государственного института театрального искусства, позже — режиссёрский факультет того же вуза.
В 1961—1973 годах выступал на сцене Тернопольского академического областного украинского драматического театра, с 1973 года — режиссёр, в 1974—1987 годах — главный режиссёр Тернопольского музыкально-драматического театра им. Т. Шевченко.
С 1995 года — преподаватель, профессор Тернопольского экспериментального института педагогического образования.
В 1991 году во Дворце культуры ОАО «Ватра» организовал Украинский национальный театр, в котором поставил пьесы «Наймичка» И. Карпенко-Карого, «Степан Бандера» Я. Верещака, композицию «Згадаймо праведних гетьманів» Б. Мельничука (все — 1990-е гг.).
Для режиссёра Загребельного характерны смелые поиски новых форм и средств художественной образности, самовыражения, расширения арсенала постановочных средств за счёт использования условно-реалистических, ассоциативно-метафорических приёмов.
Автор научных трудов, театроведческих статей в периодической печати.

## Избранные театральные постановки
- «Голубі олені» А. Коломойца (1973),
- «Пока арба не перевернулась» О. [Иоселиани (1975),
- «Тарас Бульба» по Н. Гоголю (1980, в соавт., также гл. роль),
- «Моя профессия — синьор из высшего общества» Джулио Скарначчи и Ренцо Тарабузи (1983),
- «Власть тьмы» Л. Толстого (1984),
- «Роксолана» по П. Загребельному (1985),
- «А этот выпал из гнезда» по К. Кизи (1987),
- «Кайдашева семья» И. Нечуя-Левицкого (1988),
- «Маруся Богуславка» М. Старицкого (1993).

## Избранные театральные роли
- Матей («Ой піду я в Бориславку» И. Франка),
- Дядька Лев («Лесная песня» Леси Украинки),
- Лаврин Запорожец («Незабутнє» по А. Довженко),
- Платон («Дикий Ангел» А. Коломойца),
- Курц («Хозяин» И. Карпенко-Карого),
- Грабец («Балладына» Ю. Словацкого);

## Избранные кинороли
- 1961 — Вечера на хуторе близ Диканьки — добродий (нет в титрах)
- 1961 — За двумя зайцами — парень
- 1970 — Чёртова дюжина — Балабан
- 1971 — Весёлые Жабокричи — Савка
- 1972 — Всадники — Павел Иванович (директор ипподрома)